# Homalin
Homalin är en stad i Myanmar. Den ligger i Sagaingregionen, i den norra delen av landet, 600 km norr om huvudstaden Naypyidaw. Folkmängden uppgick till cirka 18 000 invånare vid folkräkningen 2014. Vid staden ligger Homalins flygplats.